# Железнодорожный транспорт Эстонии
Железнодорожный транспорт Эстонии представляет собой сеть железных дорог общей протяжённостью 1320 км (по состоянию на 2005 год), из которых электрифицировано 132 км. Ширина колеи на всей сети составляет 1520 мм. Основной железнодорожный узел находится в Таллине. Ведущими операторами являются национальные компании «Eesti Raudtee» и «Elron».

## История
24 октября 1870 года была открыта первая в Эстонии железная дорога на участке Палдиски—Ревель—Нарва—Гатчина. В том же году этот участок был соединен с Петербурго-Варшавской железной дорогой. Балтийское железнодорожное общество удлинило линию в 1870 году от Гатчины до Тосно, в результате чего возникло сообщение с Николаевской железной дорогой.
В 1877 году открылась железнодорожная линия Тапа—Дерпт, которая в 1897 году была продлена до Валга, где была соединена со строящейся Псковско-Рижской железной дорогой, по которой через два года пошли поезда.
В 1896 году было завершено строительство первой узкоколейной (750 мм) железной дороги Валга—Пярну, в 1897 году была открыта железнодорожная ветка от Мыйзакюла до Вильянди, и оттуда — до Пайде и порта в Ревеле. Постоянное движение между этими городами возникло в 1901 году.
Самостоятельная Эстонская железная дорога (ЭЖД) была создана 15 ноября 1918 года на базе Северо-Западной железной дороги, Первого общества подвозочных линий и участков военно-морской и военно-полевой железной дороги.
В 1931 году было завершено строительство ширококолейной железной дороги Тарту — Печоры, и Эстония получила прямое сообщение с центральными регионами России и Украиной.
В 1940 году, когда ЭЖД была включена в железнодорожную сеть СССР, протяженность публичных железнодорожных путей Эстонии составила 1447 км, из них 772 км — ширококолейных и 675 км — узкоколейных путей.
Переход от паровозов на тепловозы завершился в 1959 году и продолжался два года. Одной из важных баз стал порт Мууга, связанный железной дорогой в 1986 году.
В 1963 году ЭЖД была объединена с железными дорогами Латвии и Литвы, став Прибалтийской железной дорогой.
В 1991 году, после возобновления независимости Эстонской Республики, ранее военизированная организация приобрела экономические функции транзитного канала. Государственное предприятие «Эстонская железная дорога» было создано 1 января 1992 года. В этом же году было установлено членство Эстонской железной дороги в Международном союзе железных дорог и Организации сотрудничества железных дорог.
В 1997 году предприятие было преобразовано в акционерное общество «Eesti Raudtee».
В 1998 году был объявлен международный конкурс с целью учреждения акционерного общества и инвестора для организации международных пассажирских перевозок.
По решению правительства в 2000 году Эстонское приватизационное агентство (ЭПА) объявило международный конкурс на приватизацию 66 % акций АО «Eesti Raudtee», проходивший в два этапа.
В 2001 году генеральный директор Baltic Rail Services (BRS) заключил договор на приватизацию 66 % АО «Eesti Raudtee».
В 2007 году Эстонская Республика выкупила обратно 66 % акций за 2,35 миллиарда крон. Причина — завышенные тарифы на перевозку грузов и лоббирование интересов американских производителей железнодорожных машин, не приспособленных для работы в странах ЕС и СНГ.
В 2009 году в коммерческом регистре зарегистрировано разделение АО «Eesti Raudtee», в ходе которого создано два дочерних предприятия: AS EVR Infra — предприятие по управлению и обслуживанию инфраструктуры и AS EVR Cargo — предприятие в сфере грузоперевозок.
8 декабря 2019 года открылся восстановленный участок железной дороги Рийзипере — Турба линии Рийзипере — Хаапсалу, разобранной в 2004 году. В отличие от линии, существовавшей до демонтажа (неэлектрифицированной), восстановленный отрезок был электрифицирован.

## Транзит
Динамика перевезённых транзитных грузов выглядит следующим образом:
| Год                                     | 1995 | 1996 | 1997 | 1998 | 1999 | 2000 | 2001 | 2002 | 2003 | 2004 | 2005 |
| Количество транзитных грузов (млн тонн) | 23,7 | 24,8 | 28,9 | 31,6 | 37,1 | 39,4 | 38,5 | 42,1 | 42,1 | 42,8 | 44,3 |

### Российский транзит
В 2005 году 87 % транзитных грузов приходилось на Российскую Федерацию. Начиная с событий Бронзовой ночи 2007 года ОАО «Российские железные дороги» объявили о прекращении поставок нефти в Эстонию. Перевозки Эстонской железной дорогой сократились на 40 %, а грузоперевозки Таллинского порта снизились на 25 %. В связи с этим произошли увольнения сотрудников железной дороги. Курс Дмитрия Медведева позитивно повлиял на транзит. Объём перевозок всех российских транзитных грузов через Эстонию в 2010 году вырос и составил 20,1 млн тонн против 18,3 млн тонн в 2009 году.

## Железные дороги
В настоящее время в Эстонии 8 функционирующих железных дорог.
| Железная дорога      | Год открытия | Длина (км) |
| -------------------- | ------------ | ---------- |
| Валга — Печоры       | 1889         | 96,5       |
| Кейла — Палдиски     | 1870         | 20,8       |
| Кейла — Турба        | 1905         | 24,6       |
| Клоога — Клоогаранна | 1960         | 3,4        |
| Лелле — Пярну        | 1928/1973    | 69,5       |
| Таллин — Вильянди    | 1901/1971    | 153,6      |
| Таллин — Кейла       | 1870         | 26,8       |
| Таллин — Нарва       | 1870         | 211        |
| Тапа — Тарту         | 1876         | 112,5      |
| Тарту — Валга        | 1887         | 82,5       |
| Тарту — Печоры       | 1931         | 87,3       |
| Орава — Койдула      | 2011         | ?          |

## Электрифицированные линии
Эстонская железная дорога электрифицирована постоянным током (3 кВ) на протяжении 132,2 км под пригородное движение.
- Таллинн — Аэгвийду — протяженностью 56,7 км.
  - Станции и остановочные пункты (13): Таллинн-Балти, Китсекюла, ст. Юлемисте, Вессе, Лагеди, Кулли, Арукюла, Раазику, Парила, Кехра, Лахингувялья, Мустйыэ, Аэгвийду.

- Таллинн — Кейла — Турба — протяженностью 58,3 км.
  - Станции и остановочные пункты (22): Таллинн-Балти, Лиллекюла, Тонди, Ярве, Рахумяэ, Нымме, Хийу, Кивимяэ, Пяэскюла, Лаагри, Урда, Падула, Сауэ, Валингу, Кейла, Кулна, Вазалемма, Кибуна, Лайтсе, Яаника, Рийзипере, Турба.

- Кейла — Палдиски — протяженностью 20,8 км.
  - Станции и остановочные пункты (7): Кейла, Нийтвялья, Клоога, Клоога-Аэдлинн, Пыллкюла, Лаокюла, Палдиски.

А также небольшое ответвление Клоога — Клоогаранна протяжённостью 3,4 км.